# Château de Karatsu
Le château de Karatsu (唐津城, Karatsu-jō) est un château situé dans la ville japonaise de Karatsu, dans la préfecture de Saga.
Terazawa Hirotaka, un vassal de Hideyoshi Toyotomi, obtient le domaine de Karatsu en 1595. Lors de la bataille de Sekigahara en 1600, il se joint à Ieyasu Tokugawa et attaque le château de Gifu. Il gagne en remerciement des territoires aux alentours de Karatsu et ordonne la construction du château pour protéger ses nouvelles terres. La construction dure six ans, de 1602 à 1608. On utilise des matériaux issus du château de Nagoya, appartenant à Hideyoshi Toyotomi, qui est démantelé.
Le château est situé sur une colline dénommée mantōzan (満島山) et, lors de sa construction, il était au centre d'une forêt de pins s'étendant de part et d'autre le long de la mer. Cette forêt rappelait une grue étendant ses ailes, donnant au château son surnom « château de la grue dansante » (舞鶴城, maizurujō). Cette forêt a aujourd'hui pratiquement disparu de la rive gauche de la rivière Matsuura, tandis que subsiste la forêt Nijinomatsubara sur la rive droite.

## Emplacement
Le château de Karatsu, qui se trouve près de la baie du même nom, a ceci d'inhabituel que la maçonnerie monte directement hors de l'eau, utilisant l'océan comme douve naturelle. C'est un château de taille moyenne ayant son hon-maru (enceinte fortifiée intérieure) situé au sommet du mont Manto, le ni-no-maru (2e enceinte) et le san-no-maru (3e enceinte) à l'ouest et les structures extérieures au sud.
Le ni-no-maru secondaire contenait le palais du daimyo de Karatsu et les bureaux du domaine. La baille la plus intérieure devrait normalement contenir un donjon ; il y a cependant un litige quant à savoir si oui ou non une telle tour a effectivement jamais existé. Les documents indiquent qu'une base de fondation de pierre existait depuis au moins 1627 mais le gouvernement Tokugawa n'a jamais autorisé la construction d'un donjon. Le présent donjon est une reconstruction moderne basée sur des hypothèses relatives à ce à quoi un donjon de l'ère Keichō (1596-1615) pouvait ressembler.

## Histoire
Terasawa Hirotaka, un obligé de Toyotomi Hideyoshi, devient seigneur de Karatsu en 1595. Lors de la bataille de Sekigahara en 1600, il rejoint les forces de Tokugawa Ieyasu et attaque le château de Gifu. Il en est récompensé par l'octroi de plus de terres autour de Karatsu, lui assurant des revenus de 123 000 koku. En 1598, il abandonne son château de Nagoya et commence à travailler sur un nouveau château à Karatsu, en utilisant des matériaux récupérés de l'ancienne forteresse de 1602 à 1608. Le shogunat Tokugawa ordonne aux domaines voisins tozama de contribuer à la construction, ce qu'ils font principalement par l'excavation de son réseau de fossés. En 1637, en partie en raison de son incapacité à réprimer la rébellion de Shimabara, ses terres sont confisquées par le shogunat. Le domaine de Karatsu passe sous le contrôle du clan Ōkubo (1649-1678), du clan Matsudaira (Ogyū) (1678-1691), du clan Doi (1691-1762), du clan Mizuno (1762-1817) pour finalement revenir en la possession du clan Ogasawara en 1762.
En juin 1869, le titre de daimyo est révoqué et en 1871, le domaine de Karatsu lui-même est aboli avec l'abolition du système han et devient partie intégrante de la nouvelle préfecture de Saga. Le château de Karatsu est démoli peu après et à sa place est créé le parc Maizuru en 1877.
Le donjon actuel et d'autres structures du château ont été reconstruits en 1966 pour stimuler le tourisme local et héberger un musée local. Le donjon actuel dispose de cinq niveaux et quatre étages, avec un rez-de-chaussée inférieur ; il abrite également un espace d'exposition. Nombre de yagura datent de la même époque, bien que le yagura Tatsumi Yagura a été ajouté en 1990.